# 金沢ボクシングジム
田中・金沢ボクシングジム（たなか・かなざわボクシングジム）は、大阪府八尾市桂町に所在するプロボクシングジムである。

## 歴史・概略
元OPBF東洋太平洋ジュニアミドル級王者の金沢英雄によって金沢ボクシングジムとして設立。
ジムの規模は決して大きくないが、1996年には徳山昌守を名門グリーンツダボクシングクラブから獲得し、世界王座に導いた事で知名度を高めた。
金沢会長は2006年8月1日から西日本ボクシング協会会長も務めた 。
2017年5月大阪市北区西天満に移転した。
2020年5月、大阪市生野区巽北から現在の住所に移転。同時にジムの名称を変更した。

## 選手

### 主な所属選手
- 角谷淳志

### 歴代の主な所属選手

#### 世界王者
- 徳山昌守（WBCスーパーフライ級）
- 石田順裕（WBAスーパーウェルター級暫定)

#### 東洋太平洋王者
- 小島英次（スーパーフライ級）

#### 日本王者
- 田中聖二（スーパーフライ級）